# Rotiferophthora gallinova
Rotiferophthora gallinova är en svampart som beskrevs av Glockling 1994. Rotiferophthora gallinova ingår i släktet Rotiferophthora och familjen Cordycipitaceae.   Inga underarter finns listade i Catalogue of Life.